# Flins

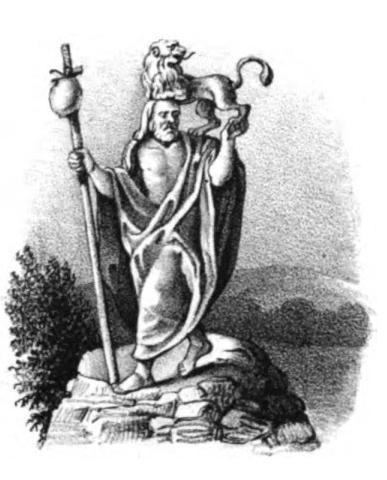
XVIII-wieczny wizerunek Flinsa

Flins – rzekome bóstwo słowiańskie, wzmiankowane po raz pierwszy w pochodzącej z 1492 roku „Kronice Sasów”  (Cronecken der Sassen) autorstwa brunszwickiego urzędnika i pisarza Konrada Bothego. Z jego postacią wiązano pochodzenie nazwy Świeradowa-Zdroju (niem. Flinsberg).
Według relacji Bothego, Flins czczony miał być wśród resztek pogańskiej ludności w górach Harzu oraz na Łużycach. Zgodnie z opisem kronikarza:

Bożek nazywał się Flins, ponieważ znajdował się na skałce, a wyglądał jak zmarły w długim płaszczu, w ręku trzymał laskę z płonącą pochodnią, a na lewym ramieniu miał wyprężonego lwa, który miał ich wskrzesić, gdy umrą.

Opisany posąg miał zostać zniszczony przez księcia Lotara. Podana przez Bothego informacja była później wielokrotnie powielana, a samego Flinsa przedstawiano na licznych ilustracjach.
W późniejszej relacji Krzysztofa Manliusa (De idolo Lusatiorum deiecto Flyns, 1570) posąg Flinsa, mający być symbolem budzącego się na wiosnę życia, stał niegdyś we wsi Oehna (łużyckie Wownjow), nieopodal Budziszyna. W 1106 roku miał zostać wyrzucony przez walczących z pogaństwem Niemców do Sprewy, mieszkańcy jednak potajemnie wyciągnęli go i postawili na dawnym miejscu. Po ponownym obaleniu dwadzieścia lat później, został przewieziony na wzgórze Hochstein koło wsi Königshein na północny zachód od Zgorzelca. Wraz z wypieraniem Słowian przez osadników niemieckich ponownie go przeniesiono, tym razem do wsi Kamień koło Mirska, na wzgórze nazwane Zmarłakowym. Ostatecznie miał zostać ukryty w pieczarze w stoku Wysokiego Grzbietu, gdzie tryskały uznane przez okoliczną ludność za lecznicze źródła. Z kolei Christian Knauthe (1706–1784) twierdził, że Flins był naczelnym bogiem Łużyczan, czczonym gorliwie na Łużycach i w Miśni. Poświęcone mu były jakoby liczne ołtarze i gaje, gdzie składano obfite ofiary ze zwierząt. 
Według Eliasa Schediusa (1605–1641) imię bóstwa miało być w rzeczywistości zniekształconym imieniem rzekomego króla Wandalów: Vitzlauw (Wisław?)→Vlitzauw→Vlintz. Christian Wilhelm Bronisch (1788–1881) uważał, że wywodzi się ono z łużyckiego mrlinjec, mrlinjc – „zmarlak”. Z kolei Zbygniew Martynowski (1908–1993) wyprowadzał je z sekwencji lawjenc→lwiniec→lwinc→wlic→flins, co sugerowałoby jego związek z lwami.
Zdaniem niemieckiego badacza Leonharda Franza opis bożka podany przez Bothego był związany z ikonografią św. Krzysztofa.